# 牲畜護衛犬

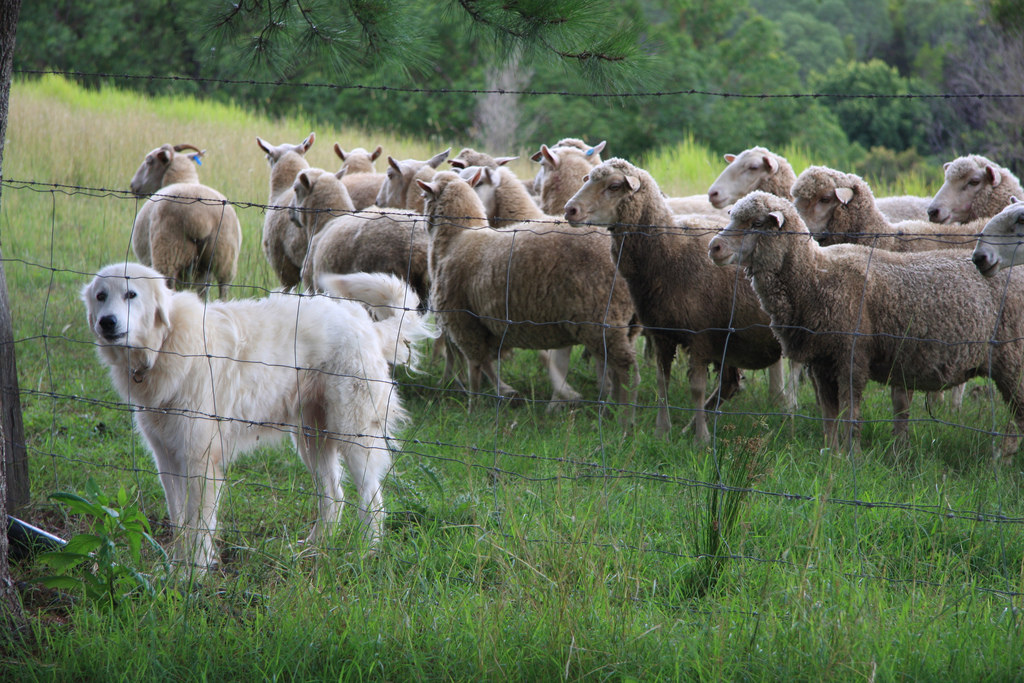
在澳洲，與羊群在一起的馬瑞馬牧羊犬

牲畜護衛犬（英語：Livestock guardian dog，縮寫為LGD），一種狗品種的分類法，這種狗是牲畜的護衛犬，用來協助放牧，保護牲畜不被掠食者捕食。它們會整天與它們要保護的牲畜住在一起。一般常見的牧羊犬主要被使用於將牲畜聚集在一起，導引到某個方向；而牲畜護衛犬的體形通常更大，與牲畜混居在一起，隨時注意入侵者。在發現掠食者時，牲畜護衛犬會用聲音示警，並表現出更高的攻擊性，驅趕掠食者，以保護牲畜。